# María Laura Torres Oviedo
(frase tipica di Malala)
María Laura Torres Oviedo vedova Santillan è un personaggio immaginario della telenovela argentina Flor - Speciale come te.

## Biografia

### Prima stagione
Di origini povere e per non farlo sapere rinnega la madre, che non va a trovare quando la crede morta, e Beba, sua sorella. È sempre in disaccordo con Titina, che conosce sin dall'infanzia, perché pensa che questa le abbia "rubato" il fidanzato, Raul. È la madre di Delfina e Sofía, e vedova di Alberto Santillán. È sempre disposta ad aiutare sua figlia Delfina, in quanto eguali in fatto di cattiveria, e a procurare danni al suo prossimo per ottenere ciò che vuole: soldi. Come la figlia, in casa Fritzenwalden nessuno la sopporta, tanto da essere apostrofata "la strega maggiore".
Alla morte del marito, Malala va dall'avvocato a riscuotere l'eredità. Le dirà che Santillán ha avuto una figlia fuori dal matrimonio ma non l'ha mai riconosciuta, però prima di morire ha modificato il testamento, lasciando alla figlia illegittima il 50% di tutti i suoi beni. In una clausola ha messo che se la figlia non riscuotere l'eredità, Malala, Delfina e Sofía non possono farlo, e in un'altra, che hanno un anno di tempo per trovarla, e se ciò non succede la figlia perde tutto il suo diritto sull'eredità.
Malala crede che Titina sappia chi sia la figlia illegittima di Santillán e quindi un giorno la segue, mentre Flor porta i ragazzi a scuola insieme a Roberta, Malala vede Titina e Roberta nascoste in un cespuglio e da lì crede che la bambina sia la figlia di Margarita Valente. Malala convinta che Roberta sia la figlia di Margarita inizia a trattarla bene e a farle domande e riempirla di regali fino a quando una sera non la porta fuori per comprarle tutto quello che vuole e a cenare fuori, quando però Roberta dice che sua madre non è Margarita Valente inizia a maltrattata e a buttare tutto ciò che le ha regalato.
Considera Titina come la sua nemica numero uno a causa di diverse incomprensioni scatenate dal momento in cui quest'ultima le ha "rubato" il fidanzato, Raul con cui Malala nel corso dei primi episodi della serie inizia una relazione. Dopodiché comincia ad uscire con Cacho, nipote di Titina, che Malala chiama Carlos o Charlie, ma quando scopre che egli sta con lei solo per rubarle dei soldi e utilizzarli in diverse scommesse sui cavalli, lo lascia.
Trova l'amore nell'amico di infanzia di Federico, il medico Claudio Bonilla, più giovane di Malala di diversi anni; in lui trova il complice ideale per ingannare prima Federico e poi Massimo. Malala inoltre, odia i ragazzi di casa Fritzenwalden, sua sorella Beba, e Lorenzo, a cui dà invece il soprannome di "hippy spilorcio". 
Dopo che Federico lascia Delfina sull'altare, si sposa con Claudio Bonilla.

### Seconda stagione
Per tentato regicidio verso la Contessa Anna, la madre del Conte Massimo, sarà condannata a sette anni di prigione e non si pentirà di aver fatto del male a Flor. Verrà mandata in carcere, per poi scappare e commettere un'ennesima cattiveria, strappare l'abito da sposa di Flor. Dopo questo gesto verrà nuovamente arrestata senza minimamente pentirsi del male che ha fatto a Flor e continuando a nutrire un profondo risentimento nei suoi confronti.

## Caratteristiche del personaggio
In realtà il suo cognome è solo Torres, Oviedo lo ha aggiunto lei per far colpo su Alberto. È calva e porta una parrucca, perché come racconta lei stessa a Titina, una parrucchiera le ha piastrato male i capelli, facendoglieli perdere. Nei Teen Angels appare come cugina di Bartoloméo e Malvina Bedoya Agüero.